# Махастхамапрапта
Махастхамапрапта — Бодхисаттва, являющий собой силу мудрости, (mahā — великая, sthāma — сила, prāpta — может быть в разных формах: (сущ.) достижение, (гл.) обрёл, получил, (прил.) достигнутая). В более дословном варианте Достигший Великой Силы. Махастхамапрапта обычно изображается в троице с Буддой Амитабхой и Бодхисаттвой Авалокитешварой (Гуаньинь), особенно в амидаизме.
Махастхамапрапта - один из восьми великих бодхисаттв в буддизме махаяны, наряду с Манджушри, Самантабхадрой, Авалокитешварой, Акашагарбхой, Кшитигарбхой, Майтреей и Сарванивараной-Вишкамбхин.
В китайском буддизме его обычно изображают как женщину, похожую на Авалокитешвару/Гуаньинь в белых, зеленых или синих одеждах. В амидаизме Махастхамапрапта предстает как помощник Будды Амитабхи. В тибетском буддизме Махастхамапрапта приравнивается к Ваджрапани, который является одним из его воплощений и известен как Защитник Будды Гаутамы.
Махастхамапрапта является одним из старейших бодхисаттв и считается олицетворением силы, особенно в школе Чистой Земли, где он играет важную роль в Большой Сухавативьюхи-сутре.